# Grammodes parallela
Grammodes parallela là một loài bướm đêm trong họ Erebidae.